# Gipstagebau Lübtheen
Der Gipstagebau Lübtheen – auch als Gipsbruch bezeichnet – unweit östlich der 'Lindenstadt Lübtheen' (Landkreis Ludwigslust-Parchim) gelegen, diente u. a. der Gewinnung von Gips als Düngemittel, Gips für Maurer-, Stuckateur- und Estricharbeiten sowie für medizinische Zwecke. Mit dem Betrieb des Gipstagebaus, der Gipsverarbeitung und einer Knochenmehlfabrik begann im ersten Drittel des 19. Jahrhunderts aus einem acker- und weidewirtschaftlichen Landstädtchen ein beachtlicher Industriestandort.

## Geologische Situation
Das Lübtheener Gipsvorkommen ist Teil des Salzstockes Lübtheen-Jessenitz, oftmals auch nur kurz als Salzstock Lübtheen bezeichnet. Dieser streicht in nordwest-südöstlicher Richtung und sitzt einem etwa 17 Kilometer langen und etwa 10 Kilometer breiten, nach Nordwest gerichteten Salzfuß auf. Der Salzspiegel liegt bei −240 m NN. Der Durchbruch des Salzstockes durch die überlagernden Schichten geschah vor ca. 100 Millionen Jahren im Albium . Der weitere Aufstieg des Salzes erfolgte vor circa 55 Millionen Jahren im Tertiär und seine Hauptentwicklungsphase wird ins Oligozän (vor etwa 25 Millionen Jahren) und Neogen (vor etwa 5 Millionen Jahren) datiert. Das hier anstehende oberste Schichtenglied der Zechsteinablagerungen, der Hauptanhydrit (bis 120 m mächtig, bezeichnet als Zechstein 3 der sog. Leineserie)  ist durch subrosive Einflüsse in Gips umgewandelt worden.
Auf rezente Aufstiegsbewegungen deutet der Geländeanstieg über dem Salzstock hin. Dazu zählt auch der sogenannte Mühlenberg, unter dessen Dünensanden bei deren Abtragung das Gipsvorkommen entdeckt worden war. Nach den Aufzeichnungen des Kammerregistrators Johann Bernhard Otto Jeppe (der einzigen größeren Veröffentlichung zur Geschichte der Lübtheener Gipsgewinnung)  bildete der Mühlenberg einen von Nordwest nach Südost streichenden Bergrücken, welcher auf seiner südwestlichen Seite steiler und tiefer, auf seiner nordöstlichen Seite jedoch wesentlich flacher abfiel. Seine Fläche maß 1354 Quadratruthen (= rd. 29340 m²).
Bereits bei den Untersuchungsbohrungen stellte man fest, dass das Gipslager von zahllosen Spalten und Klüften durchzogen ist bis hin zu großen Schlotten. Nachgewiesen ist, dass diese Schlotten und Kluftsysteme in solchen Größenordnungen vorhanden sind, welche zum Einsturz des darüber befindlichen Deckgebirges und an der Tagesoberfläche zur Bildung sogenannter (natürlich entstandener) Pingen führten (siehe nebenstehende Abbildung: Probst Jesar See und Großer Sarm).

## Entdeckung des Gipsvorkommens
Jeppe’s Version  der Entdeckung der Gipslagerstätte lag sicherlich die nachstehende erste offizielle Beschreibung der Gipslagerstätte zugrunde:
Auf Befehl Sr. Königl. Hoheit, des Großherzogs Friedrich Franz, datiert vom 2. Februar 1826, besichtigte der Obermedizinalrat Dr. G. Brückner aus Ludwigslust neun Tage später den Mühlenberg bei Lübtheen und traf dort neben dem Kammerherrn von Dorne auch den Steiger Mengebier, der – seinen Angaben nach – schon in „Gipsbergwerken“ gearbeitet hatte. Im Bericht Brückners an den Großherzog vom 14. Februar 1826 ist u. a. zu lesen:

„Ungefähr 1000 Schritte westlich von Lübtheen, rechts vom Wege nach Probst-Jesar, erhebt sich aus dem flachen Feldrand und Wiesen zu einer Größe von dreißig Fuß ein länglich runder Hügel, von Südwest nach Nordost 250 Schritte lang und 150 Schritte breit, der Mühlberg genannt. Unter der Südwestseite desselben besaß der verstorbene Postrath Kentzler eine Wiese, deren schlechter Ertrag er durch Befahren mit Sand von dieser Seite des Berges so verarbeitete, dass auch andere Bewohner Lübtheens zu ähnlicher Benutzung dieser Sandablagerungen wurden. So mogten etwa dreitausend Fuder angefahren sein, als die Arbeiter zuerst an der Nordwestecke des Berges, bald aber auch weiter gegen Süden auf das Gestein stießen. Die Größe und das flimmernde Aussehen des Steines erregten die Aufmerksamkeit des Tagelöhners Jentz, der als der erste Entdecker anzusehen ist. Ein alter umhertreibender Maurer hatte die Vermuthung geäußert, daß dieser Stein wohl Gyps sein könne. Der Postmeister Flügge fand dieses in einem naturhistorischen Buche bestätigt. Louise Behr, die Tochter der Posträthin Kentzler machte den ersten Versuch, den Gyps zu brennen, zu pulverisieren, mit Wasser wieder anzurühren und in eine Schale zu gießen.“

Postrat Kentzler, zu dessen Dienstländereien auch der Mühlenberg gehörte, ließ etwa ab dem Jahre 1820 zur Verbesserung der Bodenqualität einer an der Ostseite des Mühlenbergs gelegenen Wiese Sand auftragen. Dazu nutzte er den auf dem Mühlenberg lagernden und für diese Gegend typischen Dünensand. Auch andere Bürger Lübtheens holten sich Sand; vornehmlich als Streusand in den Wintermonaten.
Nach Kentzlers Tode i. J. 1825 gingen diese Abtragungen am Mühlenberg so lange weiter, bis man eines Tages auf festen Untergrund in Form eines „weißen Steines“ stieß.

„Da die Nachricht von diesem Funde großes Interesse erregte, so begaben sich mehrere Einwohner Lübtheens dahin, unter anderem auch der Hr. Postmeister Flügge, jetzt zu Redefin. Es blieb nun nicht lange zweifelhaft, daß der zu Tage liegende große Stein eine Gypsmasse sei, wofür ihn auch der Apotheker Hennings erklärte, obgleich einige der Anwesenden die weißschimmernde Masse für versteinerten Schnee halten wollten.“

Die Großherzogliche Kammer in Schwerin beauftragte zur weiteren Untersuchung dieses Vorkommens den Oberlandbaumeister Wünsch und den mit der Erkundung der Mallißer Braunkohlenlagerstätte bislang beschäftigten Steiger Adam Christian Mengebier.
Mengebier holte Bohrausrüstung und Mannschaft aus Malliß und verteufte insgesamt 12 Bohrungen (vergl. obige mittenstehende Abbildung). Von den hier abgebildeten Bohrungen erreichten fünf Bohrungen nicht das Gipslager (Bhrg. Nr. II, Teufe von 22 Fuß; Bhrg. Nr. V und VI, je Teufe von 19 1/2 Fuß; Bhrg. Nr. VIII, Teufe von 19 Fuß; Bhrg. Nr. XI, Teufe von 36 Fuß). Hingegen erreichten es die Bohrungen Nr. I (bei Teufe von 33 Fuß), III (bei Teufe von 19 1/2 Fuß), IV (bei Teufe von 15 Fuß), VII (bei Teufe von 38 Fuß), IX (bei Teufe von 40 Fuß), X (bei Teufe von 40 Fuß) und XII (bei Teufe von 52 Fuß).
Erste Berechnungen aufgrund dieser und weiterer Bohrergebnisse bezifferten den Vorrat an Gips auf mindestens 10 Millionen Kubikfuß. Erste chemische Untersuchungen des Rohgipses ergaben, dass dieser schwefelsauren Kalk (also Gips, CaSO4) sowie Anteile von kohlensaurem Kalk (also ganz gewöhnlicher Branntkalk, CaO) enthielt. Der Gips-Reingehalt betrug circa 55 Prozent. Man stellte aber auch fest, dass die Gipslagerstätte in ihrem Stoffbestand lokal sehr wechselhaft war.

## Werksleitung, Beschäftigte und Gewinnungsarbeiten
Grund und Boden waren herrschaftliches Eigentum und somit lief der Aufschluss der Gipslagerstätte unter der Regie der Großherzoglichen Kammer.
Zuerst musste ein Betriebsleiter eingesetzt werden. Dies erfolgte durch Großherzog Friedrich Franz I. persönlich:

„Lieber Getreuer! Wir haben gnädigst beschlossen, dich zum Verwalter des Gipswerkes bei Lübtheen zu bestallen, befehlen dir daher, diese Function sofort anzutreten und dich des Zwecks nach besagtem Gipswerke zu begeben. Eine vorläufige Instruction erfolgt hinnemend und hast du dich nach derselben bis auf weitere Verfügung zu richten. Deinen wirklich stattgehabten Zuzug hast du sowohl Unserem Cammer Collegio, als dem Amte Hagenow anzuzeigen. Gegeben zu Schwerin d. 3. Nov. 1829. An Friedrich Skoglund zu Ludwigslust.“

Der Gipsabbau erfolgte sowohl durch Bohr- und Sprengarbeiten, wie Jeppe in seiner im November 1853 erschienenen Veröffentlichung berichtet […] " …so daß das Lager trocken gelegt, durch Pulver zersprengt und der Gyps ausgebrochen werden kann"    als auch mittels Spitzhacke, Brechstange, Schaufel u. a. Werkzeugen. Diese Bohr- und Sprengarbeiten erfolgten anfangs aller zwei Jahre  - der so bezeichnete 'Bruch' - , später sogar jährlich.
Die wichtigsten geschätzten Daten des Betriebes des Gipswerkes Lübtheen bis etwa 1875 nach Carl Wilhelm August Balck sind zusammengefasst folgende:
Ausdehnung des Gipslager: etwa 2000 Quadratlachter.
Lagerstättenvorräte: circa 15 Millionen Kubikfuß Rohgips.
Mögliche Gewinnung von 7 Millionen Centner rohen Gipses bei einem geschätzten Kostenaufwand von 263.270 Talern.
Beschäftigung von 50 Arbeitern.
Angefallene Kosten der Gebäude für Personal und Maschinen: 10.000 Taler anno 1827.
Errichtung verschiedener Niederlagen in anderen Städten zum Vertrieb der Erzeugnisse.
Friedrich Skoglund leitete das herrschaftliche Gipswerk bis zum Jahre 1848. An seine Stelle trat der Baukondukteur Koch. Produziert wurde bislang nur Gips als Düngemittel für die Landwirtschaft.
Die starke preußische Konkurrenz drückte nach und nach den Gewinn (anfänglich noch Jahresüberschuss von 2.500 Talern, Tendenz fallend; bis hin – so um 1850 – in eine Unterbilanz). Da half eine völlige Befreiung von Steuer-, Land- und Wasser-Zoll-Abgaben der Lübtheener Gipswaren nur wenig.
So war es nicht verwunderlich, dass Großherzog Friedrich Franz I. die Gipsgewinnung nicht mehr auf eigene Rechnung betreiben, sondern das Werk verpachten wollte.

„Ebensowenig vermochte der Baukondukteur Koch, später Landbaumeister in Güstrow, der um 1848 die Leitung des Werkes übernahm, einen Erfolg zu erringen, obgleich damals der Gips noch so hoch zu Tage stand, daß er ohne besondere Vorrichtung gebrochen werden konnte. Inzwischen wurde die Berlin-Hamburger Eisenbahn gebaut, und zur Feststellung der Bahnlinie war der Eisenbahnbaumeister Fritze nach Lübtheen gekommen. […] Fritze erkannte die Rentabilität der Lübtheener Gipsgewinnung, der bisher nur die rechte Leitung fehlte. Er verband sich mit einigen Kapitalisten (Baurat Neuhaus und Bankier Mendelsohn-Berlin) und pachtete das Werk auf 30 Jahre, von Ostern 1853 bis dahin 1883.“

A. Fritze erhielt die Werks- und Personalbauten gegen einen bestimmten Preis und eine Tagebau-Fläche von 1136 Quadratruten zur Ausbeutung in unbeschränkter Tiefe. Die Pacht betrug für 100 Kubikfuß rohen Gipses 3 1/8 Taler, mindestens jedoch jährlich 1562 1/2 Taler (= Wert von 50.000 Kubikfuß). Der Pächtergewinn lag anfangs bei 300 Talern/a., ist nach 10 Jahren auf das Drei- bis Vierfache gestiegen.
Fritze schaffte zwei große Dampfmaschinen (Borsig'sche Dampfmaschinen) an, die den Gipsbruch trockenlegten und die Mühle zum Zerkleinern des gebrochenen Materials antrieben.
Fritze’s Mitarbeiter Deutsch forcierte nun auch die Herstellung von gebranntem Gips, Gips für Stuckateur-Arbeiten und für medizinische Zwecke (Sortiment: siehe untenstehende Auflistung).
Mit Hilfe der Borsig'schen Dampfmaschinen und entsprechenden Pumpen wurden einerseits der Gipsbruch trockengelegt, andererseits dienten diese Dampfmaschinen auch zum Antrieb der Gipsmühlen, welche den Rohgips zu Pulver zerkleinerten.
1860 waren durchschnittlich 30 bis 40 Arbeiter in zwei Schichten angestellt. Die jährliche Rohgipsproduktion betrug 70 bis 100 Tausend Zentner.  Der gebrochene Gips wurde auf Schubkarren verladen und auf einer, auf Stelzen ruhenden Bohlen-Rampe zum Lagerplatz in Nähe der Fabrik transportiert (vergl. nebenstehendes Foto). Die unreinen Partien des Gipslagers – der Abraum – landeten auf gleichem Wege auf Abraum-Lagerflächen.
Für die Zeit des Brechens des Gipses waren nach Angaben Meyer’s (1923) bis zu 200 Arbeiter im Bruch. Diese Arbeiten dauerten etwa 3–4 Monate.
Der Pachtvertrag mit Herrn Fritze muss schon 1882 beendet worden sein, denn im Archivgut ist nachzulesen:

„Auf dem Gypswerk sind zur Zeit außer den Tagesarbeitern angestellt: a) der Betriebsdirektor Deutsch, über dessen Gehaltsverhältnisse die in Abschrift angeschlossenen beiden Contracte Auskunft geben, außer den dort angeführten baaren Einnahmen hat er freie Wohnung nebst Garten. b) ein Betriebsinspektor mit monatlich 120 Mark Einkommen, pro anno also 1440 Mark, und freie Wohnung. Der bisherige Inspektor Trenckler, nach der grossen bisherigen Pachtperiode fungiert hat, ist vor 8 Tagen verstorben. […] d) ein Buchhalter mit monatlich 66 M., also pro anno 792 Mark, ohne weitere Einnahmen.
Die Erträge des Gypswerkes sind nach Versicherung des Betriebsdirektors, welchem wir auch die obigen Angaben verdanken, vor 1870 bedeutender gewesen als später und zwar teitweise so bedeutend, daß der jährliche Reingewinn über 36.000 Mark und die jährliche Tantieme des Betriebsdirektors circa 7200 Mark betragen hat..“

Der jährliche Durchschnitts-Reinertrag betrug 165.000 Mark und der Reinertrag des bis anno 1874 am wenigsten ergiebigen Betriebsjahres 1870/71 immerhin noch 14.138 Mark. Die vom Pächter zu entrichtende Jahrespacht betrug 4.700 Mark.

## Aufbereitung und Vertrieb
Allererste Versuche des Steigers Mengebier, den Rohgips zu Brennen  - der Kessel wurde mit Mallißer Braunkohle befeuert -  ergab, dass […] …"50 Pfd. Gypsstein mit 1/2 Bergscheffel Braunkohle = 40 Pfd. nach 4stündigem Brennen 36 Pfd. gebrannten Gyps gaben, welcher sich durch seine blendend weiße Farbe auszeichnete und an Zartheit und Weichheit des Korns dem Pariser Alsbastergyps nicht nachstand.  1 Kubikfuß Gips erbrachte nach dem Brennen 1 Scheffel Gipsmehl. Die Brennöfen wurden später fast nur noch mit Torf befeuert. Den Archivangaben  nach bezog das Gipswerk auf „allerhöchste Weisung“ den Torf aus den Lohsen'chen  Mooren.
Die Verwaltung des „Grossherzoglichen Gypswerks nebst Knochenmehl-Fabrik zu Lübtheen i.Meckl.“ listete ihre Erzeugnisse wie folgt auf:
Für bauliche und technische Zwecke:
1. Maurer – Gips: als Zusatz zum Kalkmörtel, zum Putzen von Decken und Wänden.
2. Stuck – Gips: zum Gießen von Stucksachen, Rosetten, Gesimsen, Stäben etc.
3. Form – Gips: zum Gießen von Formen für Eisengießereien, Ziegeleien etc.
4. Alabaster – Gips: für feine Putz- und Stuckarbeiten sowie Formzwecke.
5. Verband – Gips: für Verbandzwecke in Krankenhäusern und Kliniken.
6. Verband – Gips: wie der vorige Gips, ist jedoch (Marke V/EF) bedeutend besser in der Qualität.
7. Römischer Alabaster – Gips: wird verwendet zu Kunstgüssen und den feinsten Formzwecken.
8. Estrich – Gips: für feuersicheren und fugenfreien Fußbodenbelag auf Kornböden, Scheunendielen, Veranden, Vorratskellern etc.
Für landwirtschaftliche Zwecke werden fabriziert:
9. Knochenmehl  No. I: gedämpft, unentleimt und sehr fein gemahlen.
10. Knochenmehl No. II: dasselbe wie zuvor, nur durch Schwefelsäure aufgeschlossen.
11. Futter – Knochenmehl No. III: als Beigabe zum Viehfutter.
12. Dünger – Gips: zum Einstreuen in die Ställe, zum Bestreuen der Düngerhaufen zwecks Fixierung des Ammoniaks und Konservierung des Stalldunges; zum Ausstreuen auf dem Felde bei Erbsen, Klee etc.
Es wurden ferner ganze Gipsböden von Estrich – Gips gefertigt sowie Gipsbretter für Gipsdecken, ohne Schalung (zu jeder Zeit, im Winter als im Sommer ausführbar). 
Mit einem „Serenissimo Allerunterthänigstes Pro Memoria“ (= [lat.] zum Gedächtnis, zur Erinnerung an) vom 10. September 1832  erinnerte der Großherzog Friedrich Franz, dass […]" mittelst Publicats vom 17. April d. J, die Hälfte der Steuer,- auf Land- und Zoll-Abgaben bei dem Verkauf dieses Gypses vorläufig auf drei Jahre zu erlassen geruht. Von der Großherzoglichen Kammer ist nun wiederholt zu den Acten berichtet, daß der Absatz dieses vaterländischen Produkts, bei der Concurrenz fremden Gypses, nicht bestehen könne, wenn er nicht wenigstens einstweilen von allen Steuer- und Zoll-Abgaben befreit würde".
Eine völlige Befreiung von Steuer-, Land- und Wasser-Zoll-Abgaben erfolgte bereits am 3. September 1832. Und am 21. September / 29. Oktober 1832 verfügte der Großherzog zudem, dass für die Gipsfuhren keine Steuer-Passierscheine mehr erforderlich sind, wenn diese Fuhren mit Ladungsscheinen vom Großherzoglichen Amt Hagenow legitimiert sind (vergl. nebenstehende Abbildung ).
| Produktionsjahr      | Gips in Stücken (in Zentner) | pulverisierter Gips (in Zentner) | gebrannter Gips (in „alten“ Tonnen) | Alabastergips (in Kubikfuß) |
| -------------------- | ---------------------------- | -------------------------------- | ----------------------------------- | --------------------------- |
| von Johannis 1829/30 | 110, a. 112 Schillinge       | 145, a. 112 Schillinge           | keine Herstellung                   | keine Herstellung           |
| von Johannis 1830/31 | 9589, a. 112 Schillinge      | 4262, a. 112 Schillinge          | 105, a. 112 Schillinge              | 3, a. 150 Mark              |
| von Johannis 1831/32 | 6870, a. 112 Schillinge      | 12754, a. 112 Schillinge         | 638 1/4, a. 112 Schillinge          | 12 , a. 150 Mark            |
| von Johannis 1832/33 | 8808, a. 112 Schillinge      | 17309, a. 112 Schillinge         | 368, a. 112 Schillinge              | 181, a. 150 Mark            |

## Letzte Betriebsjahre / Stilllegung des Werkes
1883 wurde die Gipsgewinnung langsam beschwerlich, der Tagebau war nun 12 m tief. Im obigen Bericht heißt es auch, dass weder der bisherige Pächter noch der bisherige Betriebsdirektor eine Fortsetzung des Betriebes wollten, sodass zur Weiterführung des Werkes auf herrschaftliche Rechnung neues Personal gesucht werden musste.
Am 31. März 1883 wurde das Gipswerk wieder als herrschaftliches Unternehmen geführt.  Zum weiteren Betrieb wurden am 21. Mai 1883 angestellt: Betriebsdirektor Uhthoff, Betriebsinspektor J.A.G. Bock. Dem 76-jährigen Maschinisten Thomas wurde nach 35 Dienstjahren eine sofortige Rente von 600 Mark/a bewilligt. Buchhalter wurde Ernst Finger; Kontorist ein Herr Hennings. Die Bewerbung eines Maschinenschlossers namens Freitag wurde abgelehnt, […] weil er bereits im 55. Lebensjahr steht".  Book wurde am 21. Mai 1883 vor dem Amt Hagenow vereidigt. […] " Der Betriebsdirektor ist zur Abschneidung jeglicher Mißdeutung noch besonders darauf hingewiesen, daß er durch die Contractvollziehung in ein Contractverhältniß und nicht in das Verhältniß eines Großherzoglichen Dieners trete". 
Im Geschäftsbericht für das Geschäftsjahr 1892/93 ist zu lesen, dass zu Beginn des Geschäftsjahres die Bruchperiode begann, welche am 10. Juli 1893 beendet war. In dieser Zeit trat im Gipstagebau kein nennenswerter Unfall ein. Gefördert wurden rund 150.000 Zentner mit einem Wert von 37.500 Mark. Verkauft wurde: 35.816,08 Zentner gebrannter Gips, 5.696 Zentner Dünger-Gips, 285,25 Zentner Knochenmehl und etwas Desinfektionspulver. 
Erwähnung fand auch in dieser Akte, dass für das verflossene Betriebsjahr Beiträge an die Krankenkasse, Invaliditäts- und Altersversicherung sowie für die Unfallversicherung der Arbeiter in Höhe von insgesamt 1.215,09 Mark geleistet wurden. Sein festes jährliches Gehalt wurde zu 1.500 M vereinbart. Dazu kamen freie Dienstwohnung und Wirtschaftsgebäude. Die Instandhaltung dieser Immobilien erfolgte auf herrschaftliche Rechnung. Licht und Feuerung waren frei. Er konnte unentgeltlich die Dienstländereien (Gärten, Acker, Wiesen und Unbrauchbares) in der Größe von 2 Ha 73 Ar 79 m² nutzen. Ferner beinhaltete sein Vertrag die Zahlung einer Tantieme i.H.v. 20 % des Reinertrages des Werkes bis zur Höhe von 16.500 Mark und eine Tantieme von 10 % des diese Summe übersteigenden Reinertrages.
Betriebsdirektor Uhthoff verstarb in der Nacht vom 4./5. November 1887. Dies machte die Einsetzung eines neuen Betriebsdirektors erforderlich. Nach Ausweis der Archivakten  war es: Betriebsdirektor J. A. G. Bock (ehemals Betriebsinspektor unter Uhthoff). Sein Anstellungsvertrag vom 19. April 1888 beinhaltet eine halbjährliche Kündigungsfrist bzw. die sofortige Kündigung gemäß der Ziffern 1 bis 6 des Artikels 64 des HGB. Und sollte er wider Erwarten den Verpflichtungen nicht nachkommen, so hat er der Großherzoglich Hohen Kammer volle Entschädigung zu leisten.
Mit Vertrag vom 2. Oktober 1895 pachtete Bergwerksdirektor Angus Sholto Douglas für drei Jahre das Gipswerk und begann mit den Vorbereitungen zum Abteufen des Friedrich Franz Schachtes. Das Gipswerk wurde noch weitere drei Jahre vom ehemaligen 'herrschaftlichen' Betriebsdirektor und späteren Pächter Bock betrieben.
Vermessungsingenieur Wöhler extrahierte aus dem Feldregister von 1882 unter Berücksichtigung der noch inzwischen erfolgten Veränderungen (insbesondere der Flächennutzung als Lagerplatz für den Abraum aus dem Gipsbruch) nachstehende Flurstücksgrößen (hier nur ein Auszug seiner Auflistung ):
| Position | Flächenname          | Größe in Quadratlachter | Größe in Quadratmeter |
| -------- | -------------------- | ----------------------- | --------------------- |
| Nr. 10   | Gipsbruch            | 374                     | 8108                  |
| Nr. 11   | Gipsbruch            | 320                     | 6937                  |
| Nr. 12   | Lagerplatz f. Abraum | 123                     | 2666                  |
| Nr. 13   | Lagerplatz f. Abraum | 172                     | 3728                  |
| Nr. 14   | Lagerplatz f. Abraum | 265                     | 5744                  |
| Nr. 15   | Lagerplatz f. Abraum | 206                     | 4466                  |

Die Differenzierung der Lagerplätze ist den unterschiedlichen Flurstücksnummern geschuldet. Insgesamt umfasste das Gipswerk-Areal 2552 Quadratlachter oder 5 Hektar 53 Ar 22 Quadratmeter.
Die Vor-Ort-Übergabe/Übernahme des Gipswerk-Areals einschließlich der Büdnereien an von Douglas erfolgte am 19. Februar 1896.
Inbegriffen sind hier die Dienstländereien des Betriebsdirektors (2 Hektar 73 Ar 79 m²) sowie des Maschinisten (73 Ar 27 m²).
1898 wurde die Gewinnung und Verarbeitung von Gips eingestellt. Der Gipstagebau wurde zur Hälfte zugeschüttet.

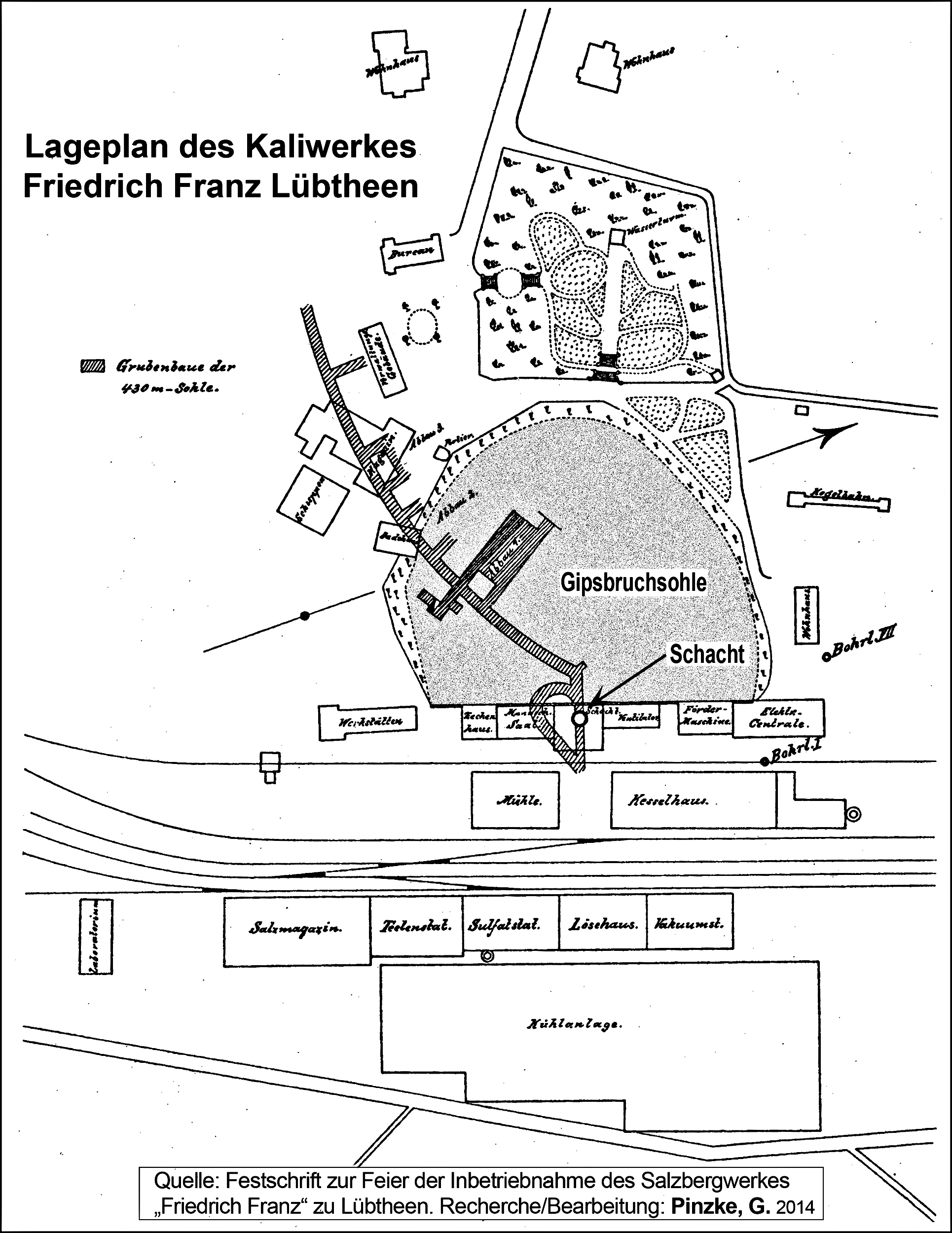
Lage des ehemaligen Gipsbruches Lübtheen, an dessen Rand der Schacht „Friedrich Franz“ abgeteuft wurde.
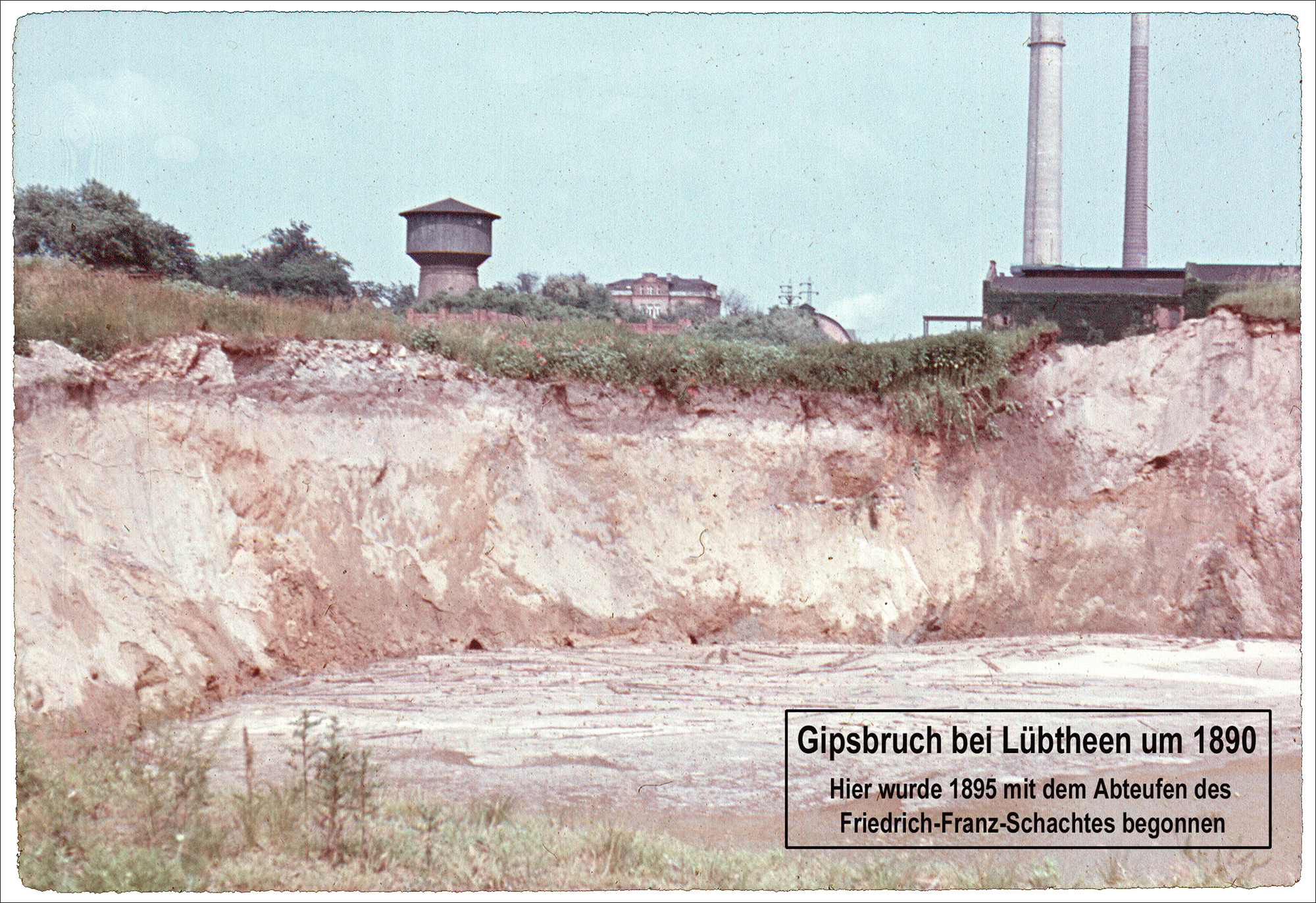
dito.
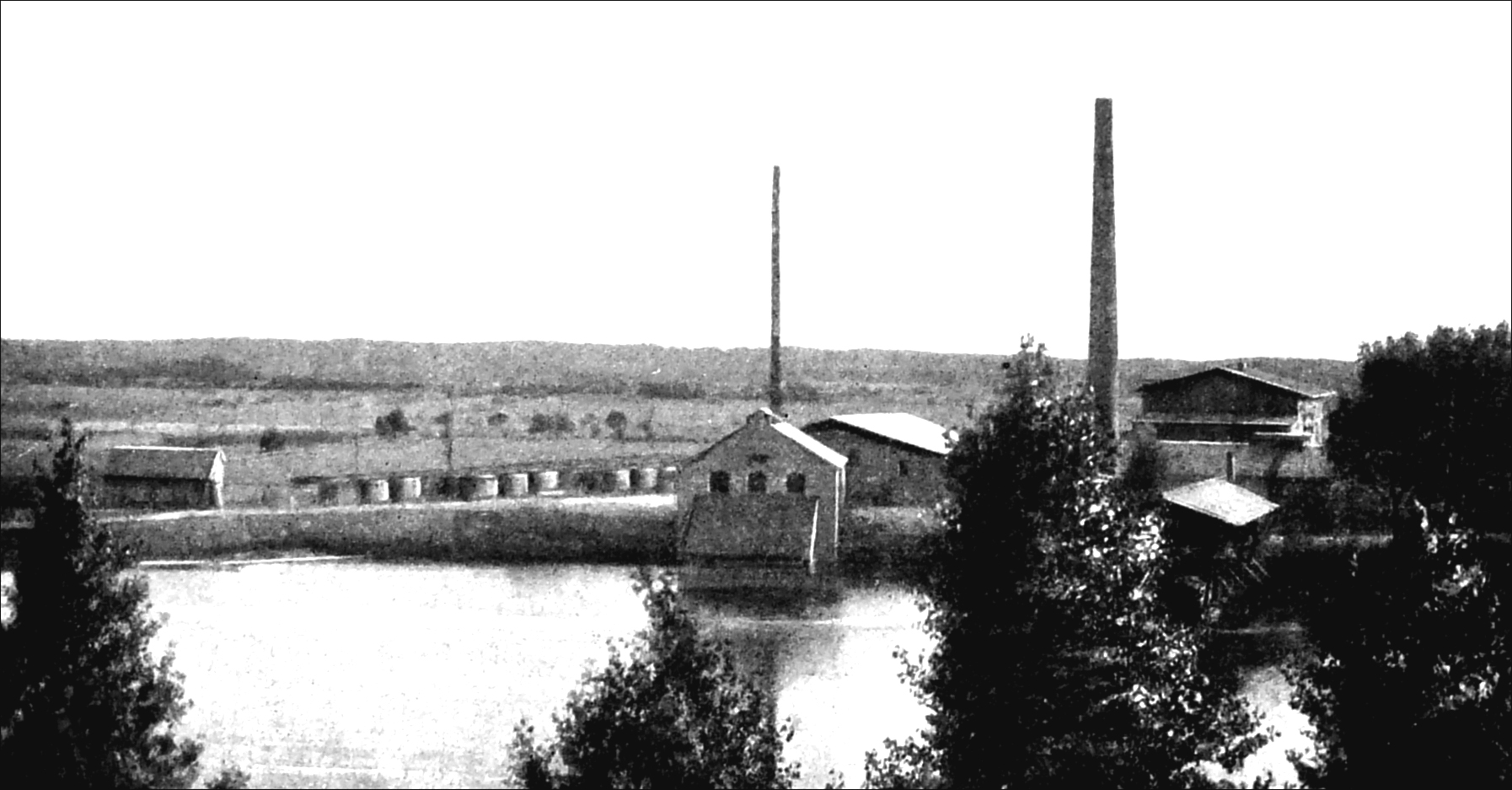
Gipsbruch und Gipswerk Lübtheen, Blick von Osten.
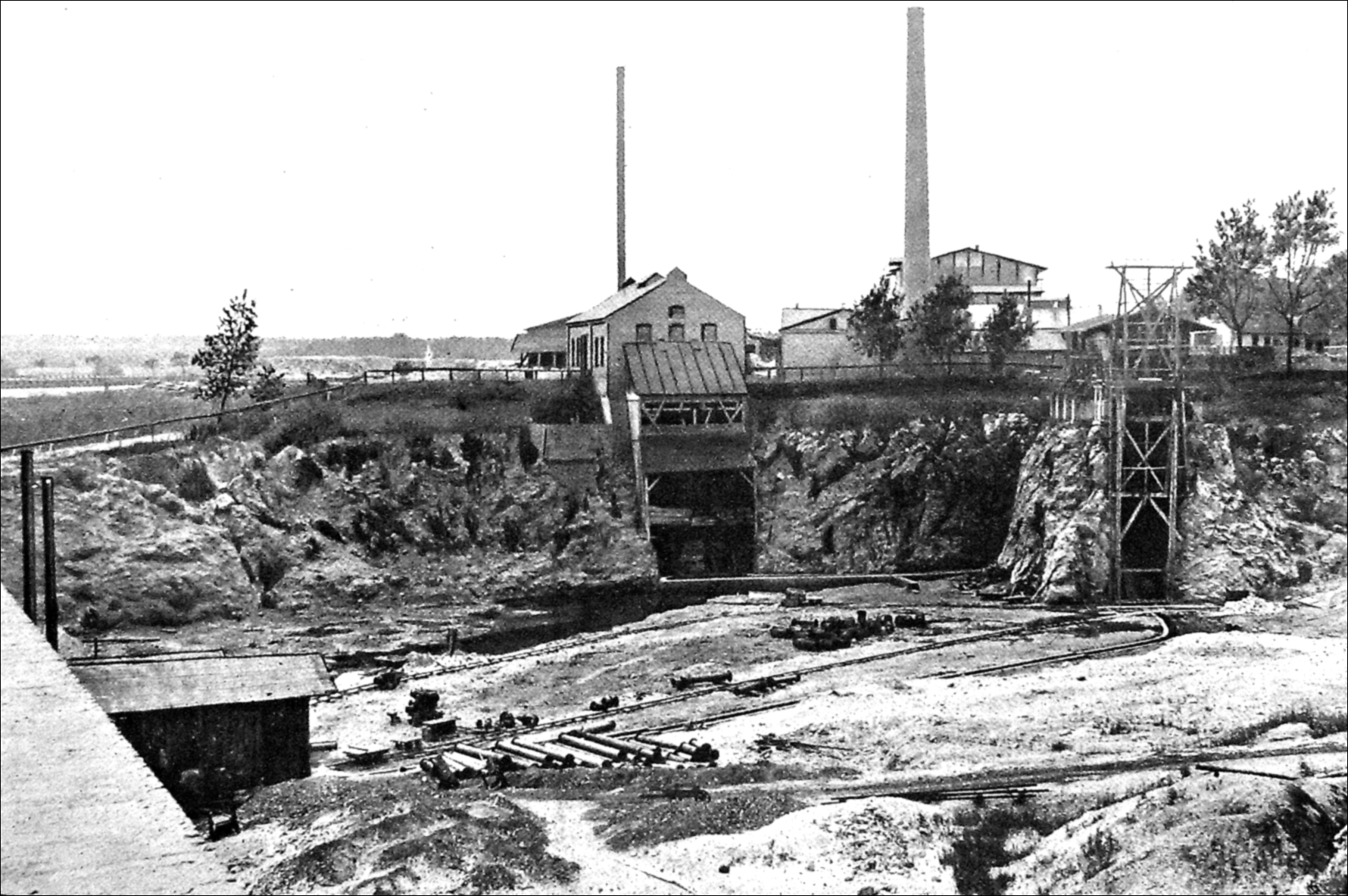
Vorbereitung zur Abteufung des Friedrich-Franz-Schachtes.
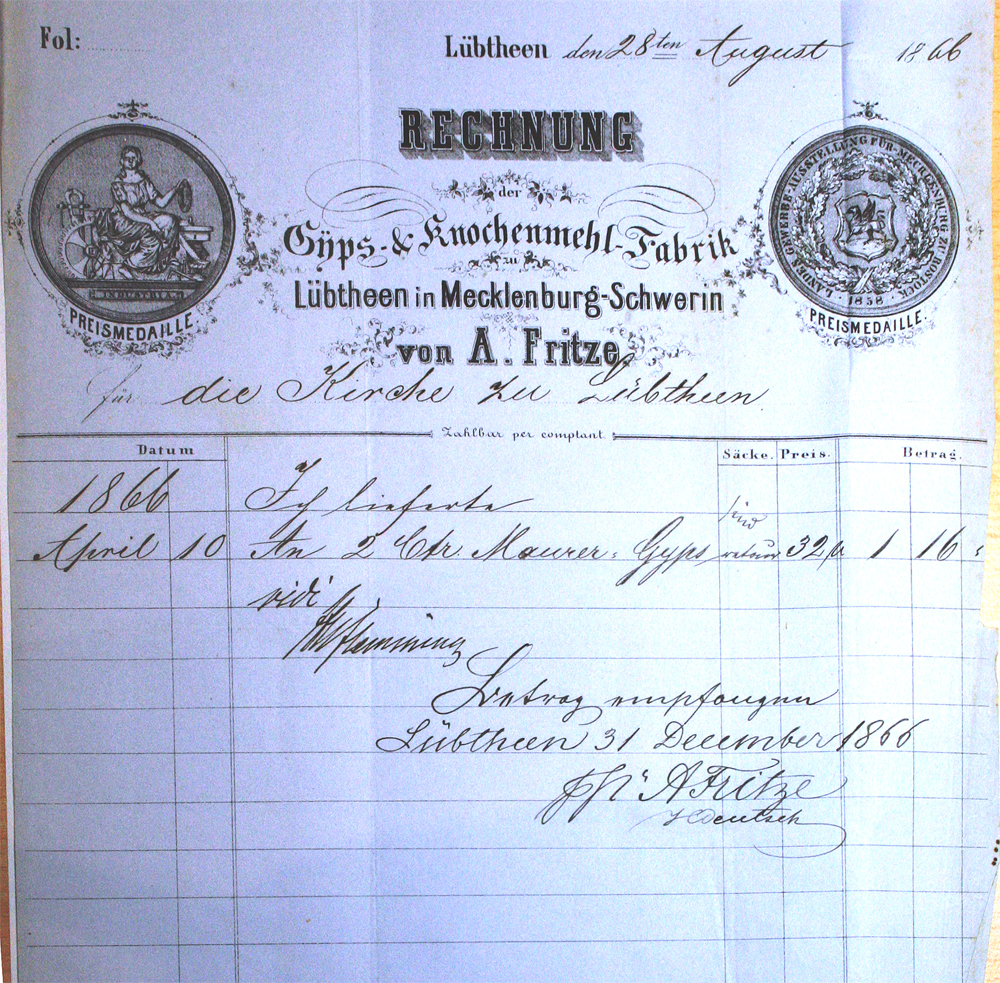
Lieferschein / Rechnung.

## Erläuterungen
Seinerzeit galten:
1 Fuß = 0,291 Meter, 1 Kubikfuß = 0,0847 m³, 1 „Centner“ = 112 Pfund, 1 „Tonne“ = 145 kg. 1 Quadrat-Lachter = 4,378 m².